# Convolvulus elegantissimus
Convolvulus elegantissimus är en vindeväxtart som beskrevs av Philip Miller. Convolvulus elegantissimus ingår i släktet vindor, och familjen vindeväxter. Inga underarter finns listade i Catalogue of Life.